# Westphalie-Lippe
Ne doit pas être confondu avec Westphalie Est-Lippe.
La Westphalie-Lippe est une région comprise au nord-est de l'État de Rhénanie-du-Nord-Westphalie composée des comtés de Westphalie et de Lippe.   
L'Association provinciale de Westphalie (Provinzialverband Westfalen (de)) était la tutelle de l'ancienne province prussienne de Westphalie jusqu'en 1933 et l'est à nouveau depuis 1946.  

## Histoire
L'ancien État libre de Lippe a rejoint le Land de Rhénanie-du-Nord-Westphalie lors de son intégration le 21 janvier 1947 et est ainsi devenu partie intégrante de Westphalie-Lippe 

## Population
Quelque 8,3 millions de personnes vivent dans la région.  

## Voir également
- Westphalie Est-Lippe